# Овчинников В'ячеслав Олександрович
Овчинников В'ячеслав Олександрович (29 травня 1936, Воронеж — 4 лютого 2019, Москва) — радянський і російський композитор, диригент. Лауреат премії Ленінського комсомолу (1977). Народний артист РРФСР (1986). Кавалер орденів Трудового Червоного Прапора (1971) і «За заслуги перед Вітчизною» IV ступеня (1996).

## Біографія
Закінчив Московську консерваторію (1962) по класу композиції С. С. Богатирьова, а в 1965 — аспірантуру у Т. М. Хренникова.
Пише симфонічну та інструментальну музику, хорові та вокальні твори, опери і балети, романси, музику до спектаклів. Автор музики до багатьох кінофільмів, в тому числі — стрічок видатних режисерів: С. Бондарчука, А. Тарковського, А. Кончаловського. 
Роботи композитора відзначені нагородами на міжнародних конкурсах. У 1967 році Англійське товариство міжнародних премій присудило В. Овчинникову велику золоту медаль за музику до кінофільмів.
На початку 70-х рр. створив музику до відновлених версій фільмів українського режисера Олександра Довженка: «Земля» (1930/1971), «Арсенал» (1928/1972), «Звенигора» (1927/1973), а також до фільму вдови О. Довженка — реж. Ю. Солнцевої «Золоті ворота» (1969) — про творчість О. Довженка.
В. Овчинников брав участь у роботі журі кількох міжнародних конкурсів (з різних спеціальностей). а також — у міжнародних музичних фестивалях.
В. Овчинников багато концертує як диригент, пропагуючи не лише свою музику, але й твори світової класики. Його концерти проходять в найкращих залах країни, з найкращими оркестрами та провідними музикантами світу. Грамзаписи диригента Овчинникова випущені фірмами «Viktor» (Японія), «Ariola» (ФРН), «Colombia» і «Capital» (США), «Мелодія» (СРСР) та ін. 
Його досягнення відзначені почесними званнями, преміями і урядовими нагородами .

## Фільмографія
- «Звенигора» (1927, композитор відновлення, 1973)
- «Арсенал» (1928, композитор відновлення, 1972)
- «Земля» (1930, композитор відновлення, 1971)
- «Телеграма» (1957, к/м)
- «Коток і скрипка» (1960, реж. А. Тарковськоий)
- «Хлопчик і голуб» (1961, к/м, реж. А. Кончаловський)
- «Іванове дитинство» (1962, реж. А. Тарковськоий)
- «Перший вчитель» (1965, реж. А. Кончаловський)
- «Андрій Рубльов» (1966, реж. А. Тарковськоий)
- «Довге щасливе життя» (1966, реж. Г. Шпаликов)
- «Війна і мир» (1965—1967, реж. С. Бондарчука)
- «Дворянське гніздо» (1969, реж. А. Кончаловський)
- «Золоті ворота» (1969, реж. Ю. Солнцева)
- «Легенда»/ Legenda (1970, Польща—СРСР, реж. пол. Sylwester Chęciński)
- «Пес, сметана і труба» (1970, к/м)
- «Перша дорога» (1971, к/м)
- «Слухайте, на тій стороні»/«Дайсны цэргvvдээ сонсоцгоо» (1971, СРСР—Монголія)
- «Прийшов солдат з фронту» (1971, реж. М. Губенко)
- «Це солодке слово — свобода!» (1972, реж. В. Жалакявічус)
- «Аварія» (1974, реж. В. Жалакявічус)
- «Такі високі гори» (1974, реж. Ю. Солнцева)
- «Вони воювали за Батьківщину» (1975, реж. С. Бондарчука)
- «Степ» (1977, реж. С. Бондарчука)
- «Молодість з нами» (1978)
- «Багратіон» (1985)
- «Дорога до моря» (1985, к/м)
- «Співуча Росія» (1986)
- «Борис Годунов» (1986, реж. С. Бондарчука) та ін.